# Taicang
Koordinaten: 31° 33′ N, 121° 10′ O
Taicang (chinesisch 太仓市, Pinyin Tàicāng Shì) ist eine chinesische kreisfreie Stadt der bezirksfreien Stadt Suzhou in der Provinz Jiangsu im Osten der Volksrepublik China, rund 48 Kilometer nordwestlich vom Zentrum Shanghais gelegen. Sie hat eine Fläche von 620 km² und 711.854 Einwohner (Stand: Zensus 2010) mit einer schnell wachsenden Tendenz.

## Denkmäler
Die Steinbogen-Brücken von Taicang (Tàicāng shí gǒngqiáo 太仓石拱桥) aus der Zeit der Mongolen-Dynastie und die Residenz von Zhang Pu (Zhāng pǔ zhái dì 张溥宅第) aus der Zeit der Ming-Dynastie stehen seit 2006 auf der Liste der Denkmäler der Volksrepublik China.

## Bedeutung
Die Stadt hat in ihrer Kategorie (kreisfreie Stadt) zahlreiche nationale Auszeichnungen bekommen, u. a. für Sauberkeit, industrielle Ansiedlung, als grüne Stadt und Touristenzentrum. Außerdem ist sie ein Schwerpunktort der Deutsch-Chinesischen Zusammenarbeit, z. B. mit dem „German Industrial Park“, in dem einige mittelständische deutsche Unternehmen, wie zum Beispiel Kern-Liebers, Waelzholz, die Schaeffler-Gruppe, Zollner Elektronik, Coroplast, Technotrans, die Anton Häring KG, Alzmetall und die Lindner AG ihre Chinaniederlassungen betreiben. Auch die österreichische Firma Alpla hat in Taicang eine ihrer Niederlassungen in China. Seit November 2022 betreibt der FC Bayern München eine Fußballschule in Taicang. Seit 2017 unterhält Taicang eine Partnerschaft mit der Stadt Jülich in NRW.
Die Physikerin Chien-Shiung Wu liegt hier begraben.

## Infrastruktur
Die Stadt liegt in der Sonderwirtschaftszone TCEDA (Taicang Economic Development Area) und hat eine moderne Infrastruktur. Es gibt einen fast 25 km langen Hafen mit Zollfreilager. Zur Anbindung an Shanghai und Suzhou gibt es Schnellstraßen. Metro und Schnellzug sorgen für weitere Verbindungen nach Shanghai.